# 須藤古都離
須藤 古都離（すどう ことり、1987年 - ）は、日本の小説家。神奈川県生まれ。青山学院大学卒業。

## 経歴
2022年、「ゴリラ裁判の日」で第64回メフィスト賞を満場一致で受賞してデビュー。

## 作品リスト

### 単行本
- 『ゴリラ裁判の日』（2023年3月 講談社 ISBN 978-4-06-531009-0 / 2025年5月 講談社文庫 ISBN 978-4-06-539247-8）
  - 初出:『メフィスト』2022 WINTER 特別号（2022年12月）
- 『無限の月』（2023年7月 講談社 ISBN 978-4-06-532230-7）
- 『ゾンビがいた季節』（2025年4月 講談社 ISBN 978-4-06-536800-8）

### アンソロジー収録
- 「どうせ殺すなら、歌が終わってからにして」 - 『雨の中で踊れ 現代の短篇小説 ベストコレクション2023』（2023年9月 文春文庫 ISBN 978-4167921040）
  - 初出:『メフィスト』2022 SUMMER VOL.4（2022年7月）
- 「嘘の代償」 - 『嘘をついたのは、初めてだった』（2023年11月 講談社 ISBN 978-4-06-531203-2）
- 「悪魔との契約」 - 『これが最後の仕事になる』（2024年8月 講談社 ISBN 978-4-06-535675-3）
- 「シングーは流れる」 - 『だから捨ててと言ったのに』（2025年1月 講談社 ISBN 978-4-06-537875-5）
- 「虚法」 - 『新しい法律ができた』（2025年5月 講談社 ISBN 978-4-06-539432-8）

### 単行本未収録
- 「ナマケモノの人生」 - 『小説新潮』2023年12月号
- 「波の崩れた世界で僕らは」 - 『小説新潮』2024年12月号
- 「ベレズ神父と彼女の動物教会」 - 『小説新潮』2025年4月号